# Breno Accioly
Breno Rocha Accioly (* 22. März 1921 in Santana do Ipanema, Alagoas; † 13. März 1966 in Rio de Janeiro) war ein brasilianischer Arzt und Schriftsteller.

## Leben
Breno Accioly, in neuer Orthographie auch Breno Acioli, war der Sohn des Richters Manuel Xavier Accioly und Maria de Lourdes Rocha Accioly. Mit seiner Schwester wuchs er in einer wohlhabenden Familie auf und verbrachte seine Kindheit in der Kleinstadt Santana do Ipanema, mitten im Sertão des Nordostens Brasiliens. Großmütterlicherseits war er mit dem ehemaligen Sertãnisten und Stadtgründer von Águas Belas João Rodrigues Cardoso verwandt, der das Gebiet um 1700 als Erster besiedelte. 1930 verzog die Familie in die rund 130 km entfernte Hauptstadt Alagoas nach Maceió, wo er seine Jugend verbrachte. Beide Orte waren für ihn prägend, da er hier die später in seinen Erzählungen skizzierten Personen fand. Accioly galt als exzentrisch und seinem Umfeld fremdartig. 
Die Literaturwissenschaftlerin Maria Cristina Batalha ordnet den Sammelband Os cata-ventos in ihrer Übersicht der brasilianischen fantastischen Literatur zu den modernen fantastisch-grausamen und absurd-existenziellen Erzählungen.
Accioly verstarb im Alter von 44 Jahren in Ipanema in Rio de Janeiro. Sein Arzt und Freund Hélio Cabral gab als Todesursache eine Übermedikamentation bei der Bekämpfung einer Schizophrenie an.

## Auszeichnungen
Als sein Hauptwerk, das durch Szenen von Wahnsinn und Gewalt und durch einen einzigartigen Stil hervorsticht, gilt João Urso. Es begründete seinen Ruf als Erzähler und wurde 1944 mit einem Preis der Academia Brasileira de Letras sowie dem Prêmio Graça Aranha (Fundação Graça Aranha) ausgezeichnet. Accioly war Namensgeber der Städtischen Öffentlichen Bibliothek in Santana do Ipanema (Biblioteca Breno Accioly), in São Paulo war er Namenspatron der Rua Breno Accioly.

## Werke
- João Urso. Prefácio de José Lins do Rêgo. 1944. (Enthält 10 Erzählungen. 2. Auflage: 1953; 3., erweiterte Ausgabe bei Ed. Civilização Brasileira, Rio de Janeiro 1963).
- Cogumelos. Contos. Editôra A Noite, Rio de Janeiro 1949. (9 Erzählungen).
- Maria Pudim. Contos. J. Olympio, Rio de Janeiro 1955. (24 Erzählungen; Umschlag: Poty Lazzarotto).
- Dunas. Romance. O Cruzeiro, Rio de Janeiro 1955. (Roman).
- Os cata-ventos. Contos. J. Olympio, Rio de Janeiro 1962. (30 Erzählungen).

Sammlungen
- Os melhores contos. Global, São Paulo 1984. (Auswahl der besten Erzählungen durch Ricardo Ramos).
- Onze contos inéditos. EDICULTE, Maceió 1989. (11 unveröffentlichte Erzählungen).

Gesamtausgabe
- Obras reunidas. Escrituras, São Paulo 1999, ISBN 85-86303-54-2. (Enthält auch Beiträge über sein Werk von Gilberto Freyre, José Lins do Rego, José Paulo Paes, Octávio de Faria, Adonias Filho, Kritiken seiner Schriftstellerkollegen Sérgio Milliet, Mário de Andrade, Vinícius de Moraes u. a., Bildmaterial).

In das Deutsche wurde, mit Ausnahme von zwei kleinen Erzählungen,  bisher keines seiner Werke übersetzt:
- Zwei Begräbnisse. Übersetzt von Curt Meyer-Clason. In: Der Reiher und andere brasilianische Erzählungen. Erdmann, Herrenalb/Schwarzwald 1967 S. 257–260. Aus Isabela, nachgelassenen Kurzgeschichten.
- Abschied. Aus dem brasilianischen Portugiesisch von Maria Paula Palma Caetano. In: LOG. Wien Band 12, 1989, Heft 44 (ohne Seitenangaben).